# Carraleva
Carraleva (albanska: Carraleva, serbiska: Crnoljevo) är en by i Kosovo. Den ligger i kommunen Komuna e Shtimes. Enligt den senaste folkräkningen år 2011 fanns det 1 146 invånare.

## Demografi
| Demografi | 2011  |
| --------- | ----- |
| albaner   | 1 146 |